# Maj 2006
| Maj 2006 |
| Månader under 2006: Januari · Februari · Mars · April · Maj · Juni · Juli · Augusti · September · Oktober · November · December ← December 2005 · Januari 2007 → |

- Asylrättsaktivister inom nätverket Ingen människa är illegal (IMÄI) attackerades av högerextremister efter att ha nekats beskydd av polisen.[1][2] (20 maj)
- Portugal, Australien, Nya Zeeland och Malaysia har skickat soldatater till Östtimor. (25 maj)
- Jordbävningen utanför Java maj 2006 cirka 6 200 omkomna. (27 maj)
- Borgå domkyrka i Finland eldhärjas.[3] (29 maj)

## Svenskspråkiga nyhetslänkar
| - Aftonbladet - Dagens Industri - Dagens Nyheter - Expressen - Göteborgs-Posten - Gnuheter | - Hufvudstadsbladet - Ny Teknik - NYHETER.se - Nyhetsportalen - News.nu - Stockholms Fria Tidning | - Svenska Dagbladet - Sydsvenskan - Upsala Nya Tidning - Vasabladet |

Se även Hitta nyheter på Wikinews

### Fotnoter
1. ↑  ”Arkiverade kopian”. Arkiverad från originalet den 27 september 2007. https://web.archive.org/web/20070927034452/http://www.stockholmsfria.nu/artikel/7302. Läst 4 juni 2006.
2. ↑  ”Arkiverade kopian”. Arkiverad från originalet den 27 september 2007. https://web.archive.org/web/20070927034426/http://www.stockholmsfria.nu/artikel/7271. Läst 4 juni 2006.
3. ↑  ”Borgå domkyrka brandhärjad”. Svenska dagbladet. 29 maj 2006. http://www.svd.se/borga-domkyrka-brandharjad. Läst 11 september 2016.